# 石钟山记
《石钟山记》是中国北宋文学家苏轼写的一篇散文，写于宋神宗元丰七年（1085年）夏。当时，苏轼陪同蘇邁由黃州到汝州上任，在途中經过石钟山，考察了石钟山得名的由来，说明认识事物需要“目见耳闻”，而不能主观臆断。